# 정석원 (음악가)
정석원(1968년 12월 23일 ~ )은 대한민국의 작곡가, 음악 프로듀서이다.

## 생애
정석원은 대구광역시 중구에서 태어났고 1988년 대학 재학 당시 강변가요제에 '실험실'이라는 팀으로 참가하였으나 예선에서 떨어졌다. 그러나 역시 입상에 실패했던 신해철과 강변가요제를 계기로 같이 활동하게 되며, 그해 연말 신해철이 중·고교 친구들과 무한궤도를 결성, MBC 대학가요제에서 〈그대에게〉라는 곡으로 대상을 수상한 이후 신해철은 '무한궤도'의 데뷔음반을 제작하게 됐으나 키보디스트 김재홍과 조현문(조석래 효성그룹 회장 차남, 前 효성 부사장)이 유학과 학업을 이유로 탈퇴 선언을 하자 강변가요제에서의 빛나는 피아노 솔로를 눈여겨 봤던 신해철이 정석원에게 무한궤도 합류제의를 하고 결국 무한궤도의 3기 멤버로 참여하게 되었다. 한편 탈퇴하려던 멤버들이 계획을 수정, 잔류해 결국 무한궤도의 데뷔 앨범에는 정석원을 포함한 세 명의 건반주자가 참여했다. 앨범에는 정석원이 작곡, 편곡한 '거리에 서면'이 수록되기도 하였다.
이후 신해철은 프로 뮤지션이 되고 싶어 멤버들을 규합하려 했지만 다른 멤버들은 학업에 열중하길 원하는 등 견해 차이가 생기고, 신해철이 대마초 흡연 사건으로 구속되며 결국 무한궤도는 앨범 한 장만 발표한 채 해체되었다. 정석원은 무한궤도의 멤버들 중 친했던 베이시스트 조형곤, 드러머 조현찬, 그리고 정석원의 친형이자 무한궤도의 객원 기타리스트로 활약했던 장호일과 함께 밴드 015B을 만들었다.
015B는 1990년 '텅 빈 거리에서'가 수록된 1집부터 1996년 마지막 앨범 6집 'The Sixth Sense'까지 정규 앨범 6장, 라이브 앨범, 가스펠 앨범 등 몇장의 비정규 앨범들을 발매하였다. 특히 3집 '아주 오래된 연인들'이 수록된 'The Third Wave' 앨범은 015B 최초의 밀리언셀러로 기록되었다. 정석원은 특유의 소녀 취향의 가사와 당시로서는 파격적인 새로운 장르들을 도입, 접목하며 90년대 대중음악 중흥기를 이끌었고 이후 프로듀서로서도 맹활약, 대한민국 대중음악발전에 기여하였다.
대중 앞에 나서는 걸 극도로 꺼려하여 90년대 활동중에도 거의 TV출연을 하지 않는 것으로 유명했으며, 그 당시 많은 가수들이 TV출연을 거부하는 유행을 만들기도 하였다. 1996년, 015B 6집 The Sixth Sense을 발표 후 밴드활동을 전면 은퇴했고, 그 이후엔 프로듀서와 작곡가로서만 활동하고 있다.
2001년 신인 여가수 이가희의 데뷔앨범을 프로듀스했고, 2002년 박정현의 4집 앨범 'OP.4'의 프로듀서와 작곡. 2005년에는 윤종신의 10집 앨범을 공동 프로듀스하며 세 곡을 작곡한다. 2006년 10년 만의 공일오비 앨범 Lucky 7, 2007년에는 싱글 앨범 Cluster vol.1의 작곡가로 참여했다. 2008년에 윤종신의 11집 앨범을 프로듀스했고, 2011년에 공일오비 미니앨범 20th Century Boy를 내놓았다. 2018년부터는 015B의 자체 레이블 더공일오비를 만들고 매달 싱글을 발표하고 있다.

## 학력
- 경신고등학교 (졸업) (87년)
- 서울대학교 공과대학 컴퓨터공학과 (졸업)
- 경원대학교 경영대학원 MBA (수료)

## 수상
- 2001년 KMTV 《The Artist》

## 참여 작품

### 주요 작곡
- 1989년: 거리에 서면, 어둠이 찾아오면 (무한궤도 1집)
- 1990년: 텅 빈 거리에서 (015B 1집 공일오비), P.M. 7:20 (신해철 - 슬픈 표정하지 말아요)
- 1991년: 친구와 연인, H에게, 너에게 들려주고 싶은 이야기, 이젠 안녕, 4210301, 변해간 세월 속에서 (015B 2집 Second Episode)
- 1992년: 아주 오래된 연인들, 수필과 자동차 (015B 3집 The Third Wave), 다른 하나의 나, 나를 잊어 줘 (성지훈 1집)
- 1993년: 新 인류의 사랑, 모든 건 어제 그대로인데 (015B 4집 The Fourth Movement) , 사랑에 관한 충고 (이승환 3집 My Story) , 그 남자 그 여자 (KLOMA) , 연인 (연인 O.S.T), 오래전 그날 (윤종신 3집 The Natural), 연인, MIRO, 아침 (정석원 연인), 알려지지 않은 아라비안 나이트 (김태우)
- 1994년: 마지막 경고 (박주연 3집 Music Is You), 마지막 사랑, 그녀의 딸은 세 살이에요 (015B 5집 Big 5)
- 1995년: 악녀탄생 (이승환 4집 Human), Again (KBS 미니시리즈 '파파' O.S.T), 굿바이 (윤종신 5집 공존)
- 1996년: 21세기 모노리스, 독재자, 그녀의 의자 (015B 6집 The Sixth Sense)
- 2001년: 밀, 오빠는 황보래용, 1년만의 전화, 바람맞던 날 (이가희 1집 gahee)
- 2002년: Plastic Flower, 꿈에, 생활의 발견, 미장원에서 (박정현 4집 Op. 4)
- 2005년: Long Goodbye, 그러지 마세요, 싱글 링, 하비샴의 왈츠 (박정현 5집 On & On), No Schedule, 너의 여행, 나의 안부, 소모 (윤종신 10집 Behind The Smile)
- 2006년: 처음만 힘들지, 모르는 게 많았어요, 잠시 길을 잃다, 너 말이야 (015B 7집 Lucky 7)
- 2007년: R we happy?, 받은 만큼만 해주기 (015B Cluster vol.1)
- 2008년: 즉흥여행, 동네 한 바퀴, 야경(夜景), She's Not Here, 나에게 하는 격려 (윤종신 11집 동네 한 바퀴)
- 2011년: Silly Boy, 1월부터 6월까지 (015B 20th Century Boy) , 비밀 (아이유 2집 Last Fantasy)
- 2012년: 도시전설, Song For Me (박정현 8집 Parallax) , 80 (015B 80), 팅커벨(가인 Talk About S), 일 년째(지아 Anemone), 서랍정리(빅마마)
- 2013년: 그대가 잠든 사이(제아 Just JeA), 맛 있어서 눈물이나(다비치 MYSTIC BALLAD Part 2), 아빠베개, 그림자놀이(옥주현), Brunch (가인, 조형우), Modern Times(아이유 3집 Modern Times), Goodbye 20, 널 어쩌면 좋을까(김예림 정규 1집 Goodbye 20)
- 2014년: Talk to me (투개월, 멜랑꼴리
(A.T - 에이티), Call Me, Move, I Belong 2 U (김연우 미니앨범 MOVE), 나는 니가 죽는 것도 보고싶어, 은행, 범인은 너, 그말은 결국, 오늘의 뉴스, 마녀 마쉬(편곡) 
(퓨어킴 Purifier)

### 출연 CM
- 롯데제과 빼빼로(1993년 1월)
- SKC 015B Videology(1993년 6월 20일)